# 黄小晶

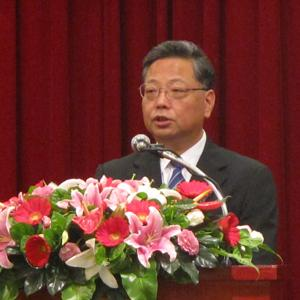
黄小晶

黄小晶（1946年3月—），福建省福州市人，中华人民共和国政治人物。

## 簡歷
黄小晶1964年9月入南京工学院土木工程系工业与民用建筑专业学习，大学本科学历。毕业后留校待分配。1969年9月参加工作。1970年9月，入中国人民解放军6011部队农场劳动锻炼。1971年11月起，历任江西省景德镇市革命委员会教育组干部，景德镇市第六中学教研组组长、团总支副书记、革命委员会副主任，福建省福州市教育局干部、副科长，中国共青团福州市委统战部部长。其间，1973年12月，黄小晶加入中国共产党。
1983年5月起，黄小晶历任中国共青团福州市委书记，中共福州市鼓楼区委副书记、鼓楼区区长。1984年12月起，担任龙岩地区行署副专员。1986年1月起，担任中共龙岩地委副书记、龙岩地区行署副专员。1987年12月起，担任中共龙岩地委副书记、龙岩地区行署专员。1993年4月起，担任中共龙岩地委书记、龙岩地区行署专员。
1995年4月，黄小晶出任福建省人民政府副省长、中共福建省人民政府党组成员。2001年12月起，担任中共福建省委常委、福建省人民政府副省长、中共福建省人民政府党组成员、党组副书记。2003年5月起，兼任中共福建省委编委副主任。2003年12月，由中共福建省委常委升任中共福建省委副书记，其他职务不变。2004年12月16日，作为福建省人民政府副省长代理省长。2005年1月23日，福建省第十届人民代表大会第三次会议选举黄小晶为福建省人民政府省长。自2005年1月起，担任中共福建省委副书记、福建省人民政府省长、中共福建省人民政府党组书记兼中共福建省委编委主任。2006年11月26日，在中共福建省委八届一次全会上连任中共福建省委副书记。
2008年1月，黄小晶在福建省第十一屆人民代表大會第一次會議上再次當選為福建省省長。2011年4月，黄小晶辞去福建省省长职务，4月11日获福建省十一届人大常委会第二十二次会议接受。2011年4月22日，在第十一届全国人大常委会第二十次会议上，黄小晶、王庆喜被任命为全国人民代表大会环境与资源保护委员会副主任委员。
黄小晶是中共十七届中央委员，中共十六大、十七大代表，第八届、十届、十一届全国人大代表，第六届中共福建省委委员，中共福建省第七次、第八次党代会代表，福建省第十届、十一届人大代表。2013年，黄小晶当选第十二届全国人大常委会委员。